# Euconocephalus troudeti
Euconocephalus troudeti är en insektsart som först beskrevs av Le Guillou 1841.  Euconocephalus troudeti ingår i släktet Euconocephalus och familjen vårtbitare. Inga underarter finns listade i Catalogue of Life.